# ATP Challenger München
Der ATP Challenger München (offiziell: Munich Challenger) war ein Tennisturnier, das von 1987 bis 1993 jährlich in München, Bayern, stattfand. Es gehörte zur ATP Challenger Tour und wurde in der Halle auf Teppich gespielt. Arne Thoms ist mit einem Titel im Einzel und zwei Titeln im Doppel Rekordsieger des Turniers.

## Liste der Sieger

### Einzel
| Jahr | Sieger           | Finalgegner      | Ergebnis      |
| ---- | ---------------- | ---------------- | ------------- |
| 1993 | Martin Damm      | Sébastien Lareau | 6:3, 6:1      |
| 1992 | Daniel Vacek     | Jonas Svensson   | 3:6, 7:6, 6:4 |
| 1991 | Arne Thoms       | Markus Naewie    | 4:6, 6:3, 6:4 |
| 1990 | Anders Järryd    | Richard Krajicek | 6:2, 6:4      |
| 1989 | Bryan Shelton    | Gianluca Pozzi   | 6:4, 7:5      |
| 1988 | Alexander Wolkow | Goran Prpić      | 6:4, 6:3      |
| 1987 | Leif Shiras      | Diego Nargiso    | 7:6, 6:4      |

### Doppel
| Jahr | Sieger                          | Finalgegner                        | Ergebnis      |
| ---- | ------------------------------- | ---------------------------------- | ------------- |
| 1993 | Sander Groen (2) Arne Thoms (2) | Jon Ireland John Yancey            | 6:3, 6:3      |
| 1992 | Sander Groen (1) Arne Thoms (1) | Marcos Ondruska Grant Stafford     | 6:4, 7:6      |
| 1991 | Tom Kempers Chris Pridham       | Rüdiger Haas Arne Thoms            | 7:6, 6:4      |
| 1990 | Jens Wöhrmann Markus Zoecke     | Dmytro Poljakow Slobodan Vojinović | 6:4, 6:3      |
| 1989 | Peter Nyborg Tomas Nydahl       | Jaroslav Bulant Gianluca Pozzi     | 6:2, 1:6, 7:6 |
| 1988 | Igor Flego Goran Ivanišević     | Michael Stich Martin Sinner        | 6:4, 6:4      |
| 1987 | Tony Mmoh Roger Smith           | Leonardo Lavalle Diego Nargiso     | 7:6, 6:4      |